# Orlando Berrío
Orlando Enrique Berrío Meléndez (ur. 14 lutego 1991 w Cartagena de Indias) – kolumbijski piłkarz występujący na pozycji prawego skrzydłowego, obecnie zawodnik brazylijskiego CR Flamengo.

## Kariera klubowa
Berrío pochodzi z Cartagena de Indias, gdzie rozpoczynał treningi piłkarskie w szkółkach juniorskich Floreanos i Fucar. W wieku szesnastu lat przeniósł się do rezerw lokalnego drugoligowca CD Expreso Rojo, a kilka miesięcy później dołączył do akademii młodzieżowej krajowego giganta – klubu Atlético Nacional z siedzibą w Medellín. Do pierwszej drużyny został włączony przez szkoleniowca Luisa Fernando Suáreza i w Categoría Primera A zadebiutował 22 lutego 2009 w przegranym 0:1 spotkaniu z Deportes Quindío. Przez pierwsze dziewięć miesięcy był podstawowym zawodnikiem drużyny, jednak nie potrafił do końca udowodnić swojego potencjału i w z biegiem czasu został relegowany na ławkę rezerwowych. Premierowego gola w najwyższej klasie rozgrywkowej strzelił 7 kwietnia 2010 w wygranej 2:0 konfrontacji z Américą Cali. W wiosennym sezonie Apertura 2011 zdobył z Nacional mistrzostwo Kolumbii, będąc jednak wyłącznie rezerwowym w taktyce trenera Santiago Escobara; nie potrafił wygrać rywalizacji z graczami takimi jak Carlos Rentería, Dorlan Pabón czy Víctor Ibarbo.
W styczniu 2012 Berrío – wobec braku regularnych występów – został wypożyczony do zespołu Millonarios FC ze stołecznej Bogoty. Tam spędził pół roku jako rezerwowy i bez poważniejszych osiągnięć, po czym został wypożyczony po raz kolejny – tym razem do niżej notowanej drużyny Patriotas FC z siedzibą w Tunji. Graczem tej ekipy pozostawał przez rok; również nie zdołał odnieść większych sukcesów drużynowych, lecz był jednym z ważniejszych graczy formacji ofensywnej. Jego powrót do Nacional zbiegł się w przyjściem do tego klubu szkoleniowca Juana Carlosa Osorio – pod okiem nowego trenera (słynącego w dodatku z częstych rotacji składem) od razu został podstawowym skrzydłowym zespołu. W jesiennym sezonie Finalización 2013 wywalczył swoje drugie mistrzostwo Kolumbii. Dołożył do tego również triumf w Copa Colombia, kompletując tym samym z Nacional krajowy dublet. Nie mniej owocny w sukcesy okazał się dla niego kolejny rok kalendarzowy; w wiosennym sezonie Apertura 2014 wywalczył drugi z rzędu (a trzeci ogółem) tytuł mistrza Kolumbii, zajął drugie miejsce w superpucharze kraju – Superliga Colombiana, a także dotarł do finału drugiego co do ważności turnieju Ameryki Południowej – Copa Sudamericana (odpowiednika Ligi Europy).
W sezonie Finalización 2015 zdobył z Nacional – prowadzonym już przez Reinaldo Ruedę – swoje czwarte mistrzostwo Kolumbii, ponadto ponownie zajął drugie miejsce w Superliga Colombiana. W 2016 roku skompletował potrójną koronę; wywalczył puchar (Copa Colombia), superpuchar (Superliga Colombiana), a przede wszystkim triumfował w najbardziej prestiżowych rozgrywkach kontynentu – Copa Libertadores, będąc filarem zwycięskiej drużyny (choć często pojawiał się na boiskach po wejściu z ławki). Po dwuletniej przerwie dotarł również do finału Copa Sudamericana (zwycięstwo zostało wówczas przyznane brazylijskiej ekipie Chapecoense, której zawodnicy zaraz przed finałem zginęli w katastrofie lotniczej). W grudniu wziął również udział w Klubowych Mistrzostwach Świata, gdzie Nacional odpadł w półfinale i zajął trzecie miejsce. Jego drugi pobyt w barwach Nacional trwał ogółem trzy i pół roku – był kluczowym członkiem jednej z najsłynniejszych drużyn w dziejach klubu.
W styczniu 2017 Berrío za sumę 3,5 miliona dolarów przeszedł do słynnego brazylijskiego klubu CR Flamengo. W tamtejszej Campeonato Brasileiro Série A zadebiutował 13 maja 2017 w zremisowanym 1:1 meczu z Atlético Mineiro, zaś pierwszą bramkę zdobył 25 czerwca tego samego roku w wygranym 1:0 pojedynku z EC Bahia. Jeszcze w tym samym roku wywalczył z Flamengo mistrzostwo ligi stanowej – Campeonato Carioca, a także dotarł do finału pucharu Brazylii – Copa do Brasil.

## Kariera reprezentacyjna
W seniorskiej reprezentacji Kolumbii Berrío zadebiutował za kadencji selekcjonera José Pekermana, 6 października 2016 w wygranym 1:0 meczu z Paragwajem w ramach eliminacji do Mistrzostw Świata w Rosji.